# 达夫内·贝蒂尼
达夫内·贝蒂尼（義大利語：Dafne Bettini，2003年3月17日—），為意大利女子水球运动员。她曾代表意大利国家队参加2024年夏季奥林匹克运动会女子水球比赛，获得第六名。